# Harry Bolus
Harry Bolus (28. travnja 1834. – 25. svibnja 1911.), južnoafrički botaničar, rođen i umro u Engleskoj.
Proučavao je sjemenjače, 599 vrsta, najviše iz porodica Asteraceae, Ericaceae, Fabaceae, Orchidaceae, znatno manje Scrophulariaceae i Thymelaeaceae i ostale.
U biologiji se rabi kratica Bolus kad se citira botaničko ime.

## Vanjske poveznice
|  | Zajednički poslužitelj ima još gradiva o temi Harry Bolus |